# Kaiserlicher Orden vom Kreuz

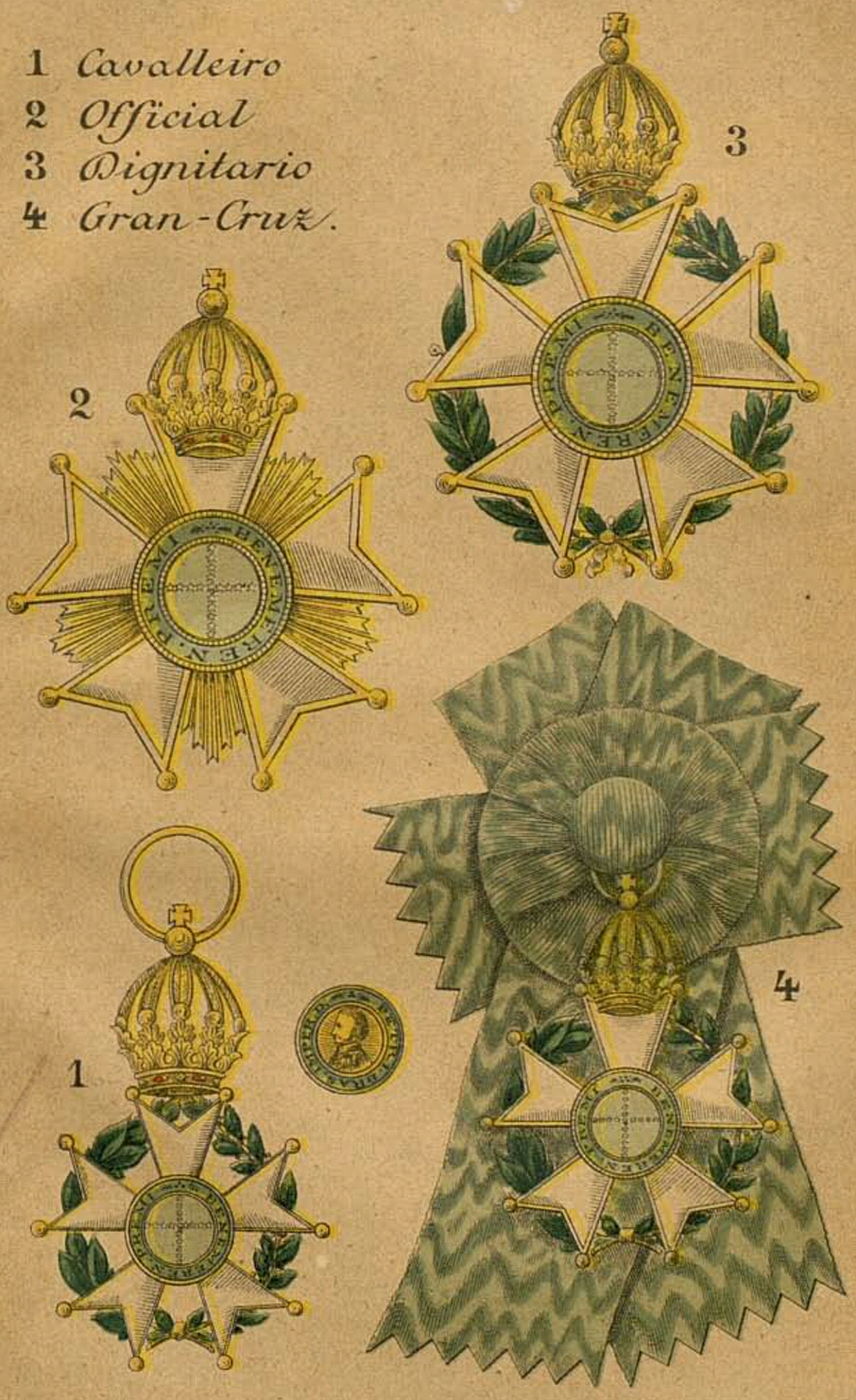
Übersicht

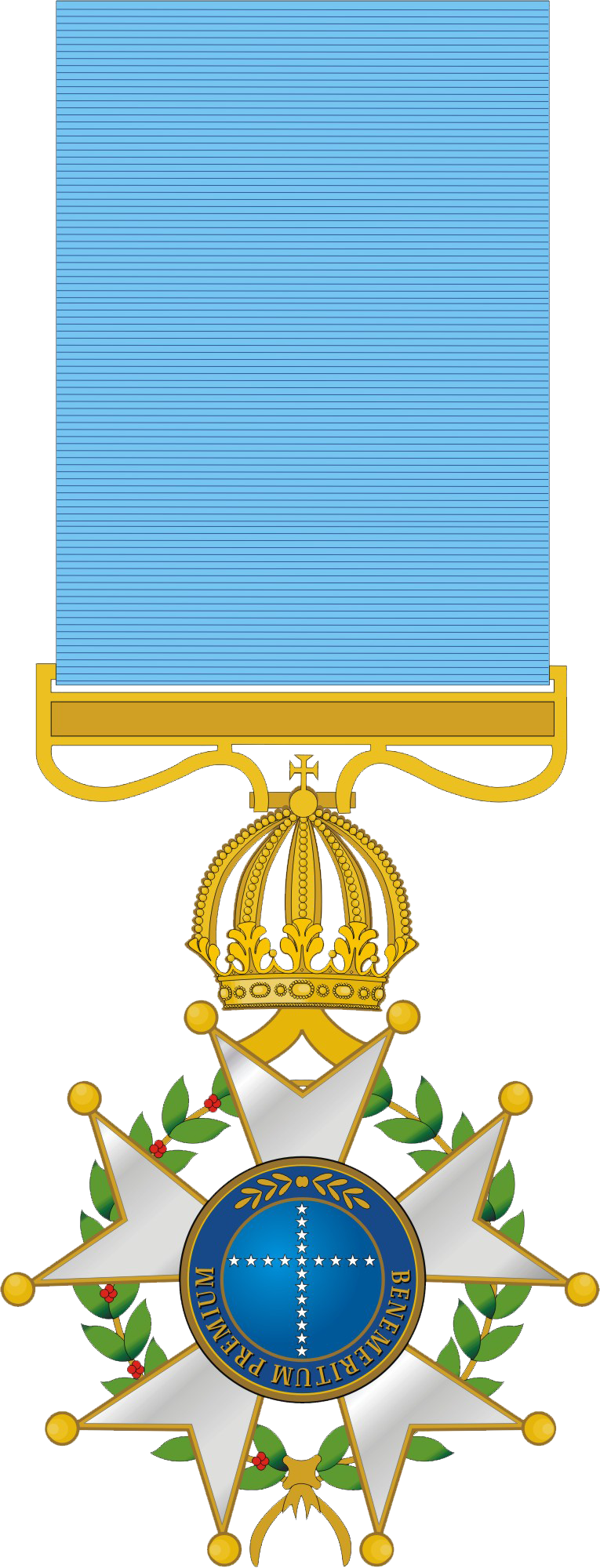
Stilisierte neuere Wiedergabe, Ordensklasse Ritter

Der Kaiserliche Orden vom Kreuz, amtlich portugiesisch Ordem Imperial do Cruzeiro, auch Imperial Ordem do Cruzeiro und Ordem Imperial do Cruzeiro do Sul, deutsch auch als Kaiserlicher Orden vom Kreuz des Südens, Kaiserlicher Kreuzorden, Orden des Südlichen Kreuzes, als Prädikat auch kurz nur Cruzeiro, war ein zum 1. Dezember 1822 vom Kaiser Dom Pedro I. gestifteter Verdienstorden des Kaiserreich Brasiliens.

## Geschichte
1808 ließ sich der portugiesische Königshof unter Johann VI. in Rio de Janeiro nieder, und am 16. Dezember 1815 wurde Brasilien zum Königreich erhoben. König Johann VI. führte die Tradition des Ordenswesens des portugiesischen Königshofs in Brasilien weiter. Das Ordenswesen wurde vom neuen Kaiser Peter I. übernommen und von seinem Nachfolger Dom Pedro II. von Brasilien im Zweiten Brasilianischen Kaiserreich weitergeführt bis zur Ausrufung der Republik Brasilien 1889, bei der auch die Vergabe des Orden vom Kreuz des Südens zum 22. März 1890 aufgehoben wurde.
Höchste Auszeichnung war die Erhebung in den Adelsstand (Verdienstadel), weitere Auszeichnungen als kaiserliche Orden sind der Imperial Ordem de Nosso Senhor Jesus Cristo, der Imperial Ordem de São Bento de Avis, der Imperial Ordem de Pedro Primeiro und der Ordem da Rosa.
In Anlehnung an den ehemaligen kaiserlichen Orden wurde nach über 40 Jahren am 5. Dezember 1932 von dem Diktator und Präsident Getúlio Vargas der Nationale Orden vom Kreuz des Südens geschaffen. Er umfasst sechs Ordensklassen, ist leicht modifiziert und wird heute von der brasilianischen Regierung für Verdienste um internationale Beziehungen vergeben.

## Ordensklassen
Der Orden besteht aus vier Klassen. Absteigende Reihenfolge:
- Großkreuz (Grã-Cruz)
- Dignitar (Dignitário), Würdenträger
- Offizier (Oficial)
- Ritter (Cavaleiro)

In älterer Schreibweise vor neueren Rechtschreibreformen: Gran-Cruz, Official, Cavalleiro. Träger des Großkreuzes trugen das Prädikat Exzellenz (Ex.ª für Excelência), Dignitare das Prädikat Senhoria (S.S. oder S.S.a für Sua Senhoria). Bei Todesfall musste der Orden nicht zurückgegeben werden.

## Ordensdekoration
Gritzner beschreibt 1893 das Kleinod als Stern aus fünf zweispitzigen Armen, weiß, goldbordiert, mit goldenen Kugeln an den Enden und grünem Lorbeerkranz durch die Winkel, auf dem oberen Spitzenpaar die Kaiserkrone. Das Medaillon ist blau mit dem silbernen Sternbild des Kreuz des Südens aus 19 fünfstrahligen Sternen. Der Reif darum ist goldbordiert, blau und trägt die goldene Inschrift Benemerentium Premium (auch Præmium). Der Revers zeigt das goldene Bild des Stifters auf himmelblau und auf stahlblauem Reif die goldene Umschrift Petrus I., Brasiliae imperator D.
Das Band ist himmelblau und wurde von Offizieren und Rittern auf der Brust, von Dignitaren um den Hals und von Großkreuzträgern über die rechte Schulter getragen.

## Vergabe
Das Dekret von 1822 nennt die maximale Anzahl der Großkreuzträger mit acht wirklichen und vier Ehrengroßkreuzträgern, 30 Dignitaren und 15 Ehrendignitaren sowie 200 Offizieren und 120 Ehrenoffizieren. Die Anzahl der Ritter ist unbeschränkt. Der Orden durfte erst nach 20-jähriger Dienstzeit verliehen werden, der Erhalt eines höheren Ranges war nach einigen Jahren möglich, wobei Kriegsjahre doppelt zählten. Der Orden konnte auch an Damen verliehen werden und der amtierende Kaiser war Großmeister. Mit dem Orden waren Pensionen verknüpft.
Pinheiro gibt 1884 eine statistische Übersicht der Anzahl der Empfänger bis zum Jahr 1883:
| Jahr  | Großkreuz | Dignitar | Offizier | Ritter |
| ----- | --------- | -------- | -------- | ------ |
| 1822  | 2         | 13       | 34       | 85     |
| 1823  | 1         | 8        | 37       | 107    |
| 1824  | 4         | 21       | 22       | 86     |
| 1825  | –         | 5        | 34       | 145    |
| 1826  | 1         | 5        | 31       | 142    |
| 1827  | 1         | 4        | 19       | 55     |
| 1828  | 4         | 4        | 20       | 44     |
| 1829  | 3         | 7        | 43       | 94     |
| 1830  | 1         | 3        | 18       | 69     |
| 1831  | –         | –        | –        | 2      |
| Summe | 17        | 70       | 258      | 829    |

| Jahr  | Großkreuz | Dignitar | Offizier | Ritter |
| ----- | --------- | -------- | -------- | ------ |
| Summe | 30        | 62       | 185      | 743    |

## Auswahl einiger Ordensträger
- Moritz Rugendas, Maler aus Augsburg, Ritter[3]